# Alabarda
L'alabarda è un'arma inastata a punta, tagliente da entrambi i lati. Si compone di una lama di scure sormontata da una cuspide o da una lama di picca e sviluppante, posteriormente, in un uncino o in una seconda cuspide. Per forma ed utilizzo ricorda molto la voulge, della quale si costituisce come una sorta di evoluzione più raffinata.
Diffusa massicciamente in Europa dai successi militari dei mercenari svizzeri a partire dal XIV secolo, restò in uso alle forze di fanteria sino ai primi decenni del XVII secolo. Nel XVIII secolo era ormai divenuta arma di rappresentanza per le guardie di palazzo: a tal fine è ancora in uso alle Guardia Svizzera Pontificia e alla Guardia Real di Spagna, mentre in Italia essa è impiegata dal Corpo Alabardieri del Duomo di Monza.
In araldica l'alabarda è simbolo di buona guardia e virtù guerriere.

## Etimologia
L'origine del vocabolo "alabarda" è ancora oggetto di contese. In lingua tedesca, "hellebarde" dovrebbe derivare da Halm-Barte (bastone-ascia). Una simile analisi all'etimologia del nome concorrerebbe ad avvalorare l'ipotesi che l'alabarda, come un'altra arma inastata diffusasi in Europa a partire dall'Anno Mille, la berdica, derivi dalle grandi scuri da guerra in uso alle popolazioni germaniche del Nord Europa (v. Ascia danese).
Bisogna inoltre considerare che in quei paesi dove forte fu l'influenza dei vichinghi, come il Regno di Scozia ed il Principato di Kiev, ancora in epoca rinascimentale erano in uso grandi scuri da guerra assurte al rango di armi inastate per occupare quella nicchia tattica riempita, in Europa Occidentale dall'alabarda: la berdica polacco-russa e l'ascia Lochaber scozzese.

## Storia

### Origini

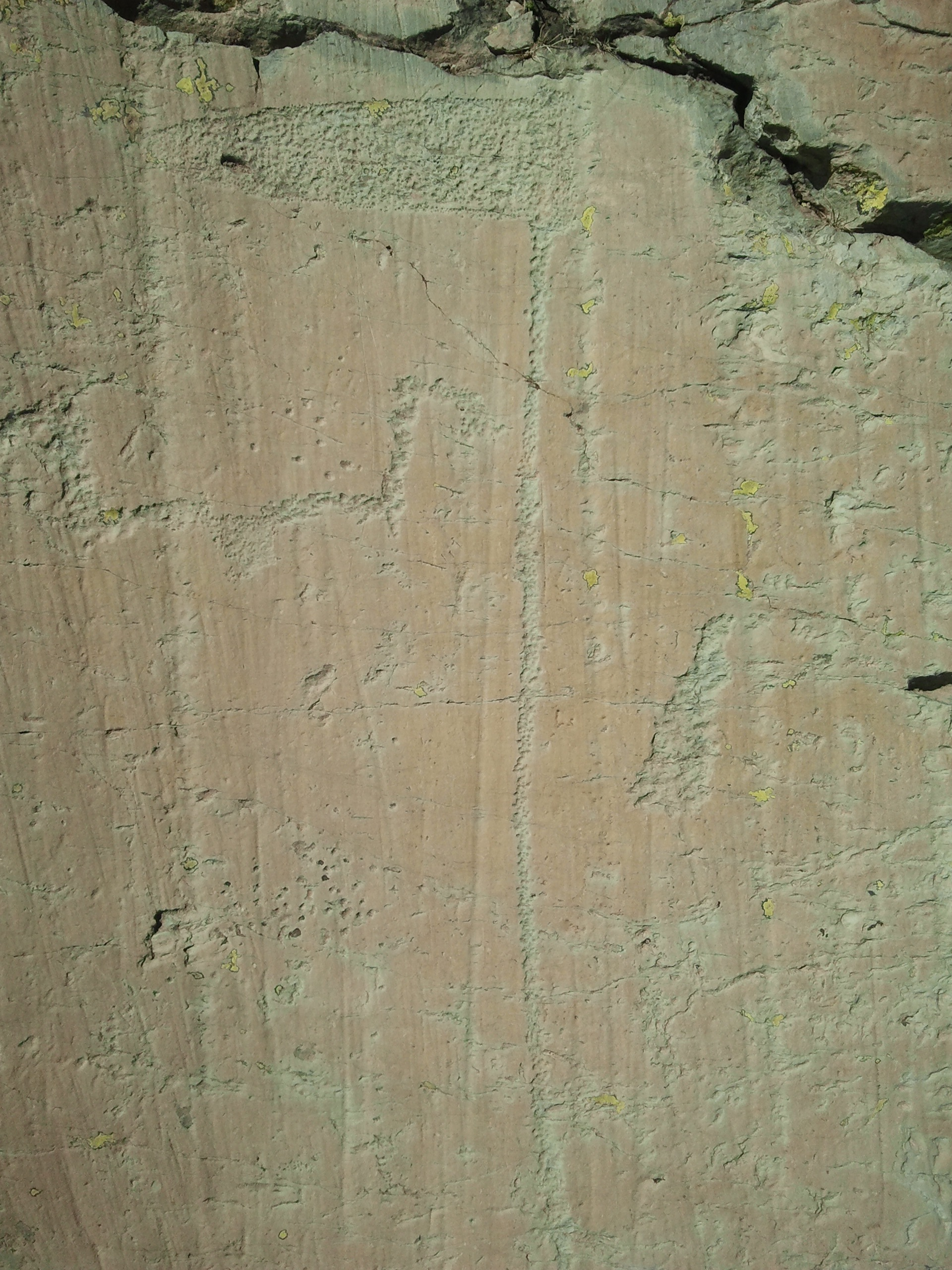
Incisione su roccia che rappresenta un'alabarda celtica

L'origine dell'alabarda risale all'età del rame e all'età del bronzo, (III e II millennio a.C.) ed è documentata nei graffiti della Valle delle Meraviglie. Incisi sulla roccia si vedono i petroglifi di una larga alabarda inastata su un manico corto e diverse alabarde inastate su manici molto lunghi.
Alabarde simili, in Cina chiamate Gē, in bronzo, risalenti al Periodo degli Stati Combattenti, (453 a.C. - 221 a.C.) sono state rinvenute, alcune delle quali conservate nei musei europei e qui sono comunemente chiamate ascia-daga o addirittura scambiate erroneamente per punte di lancia o pugnali.

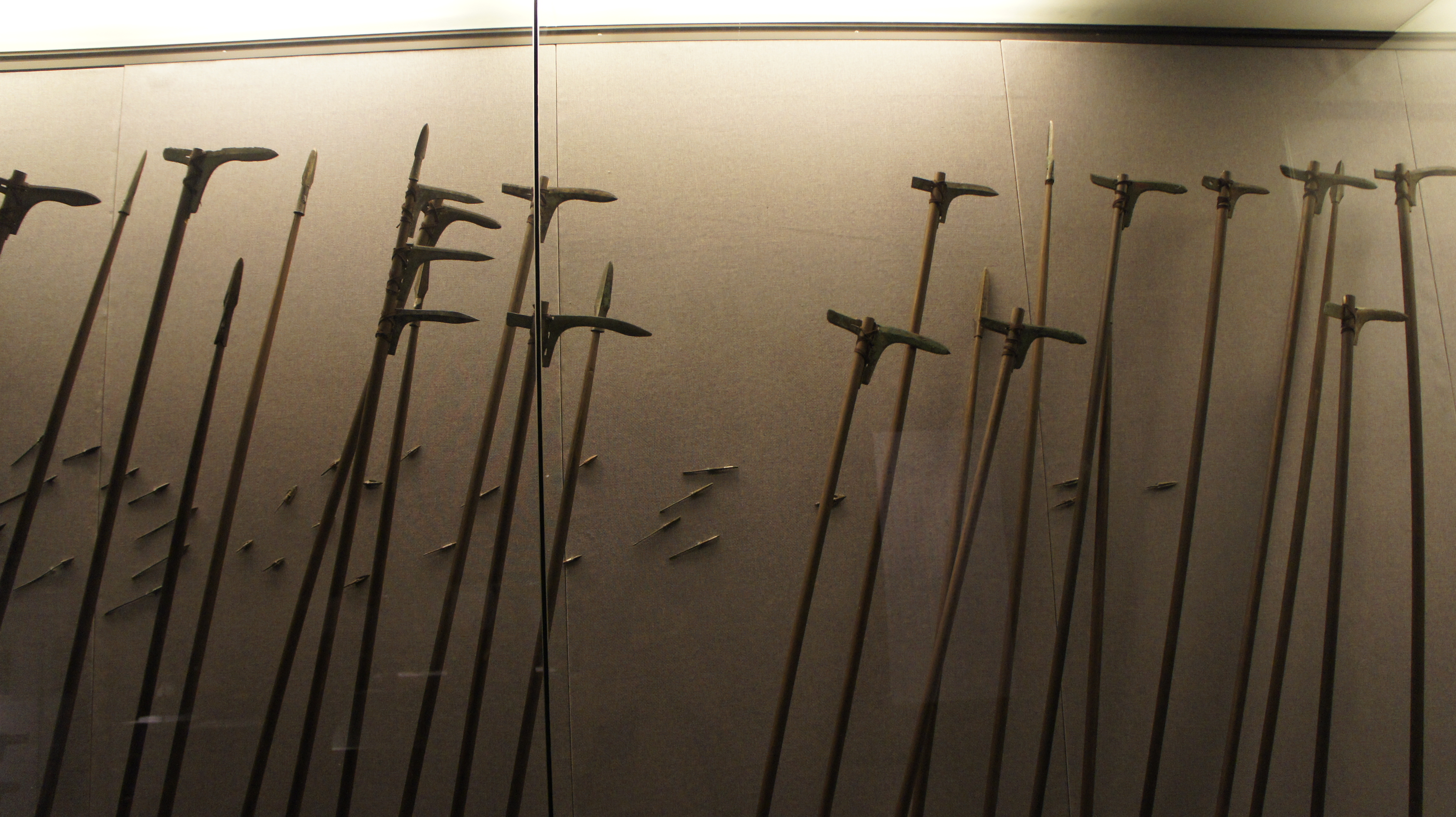
Tipica alabarda cinese in bronzo inastata

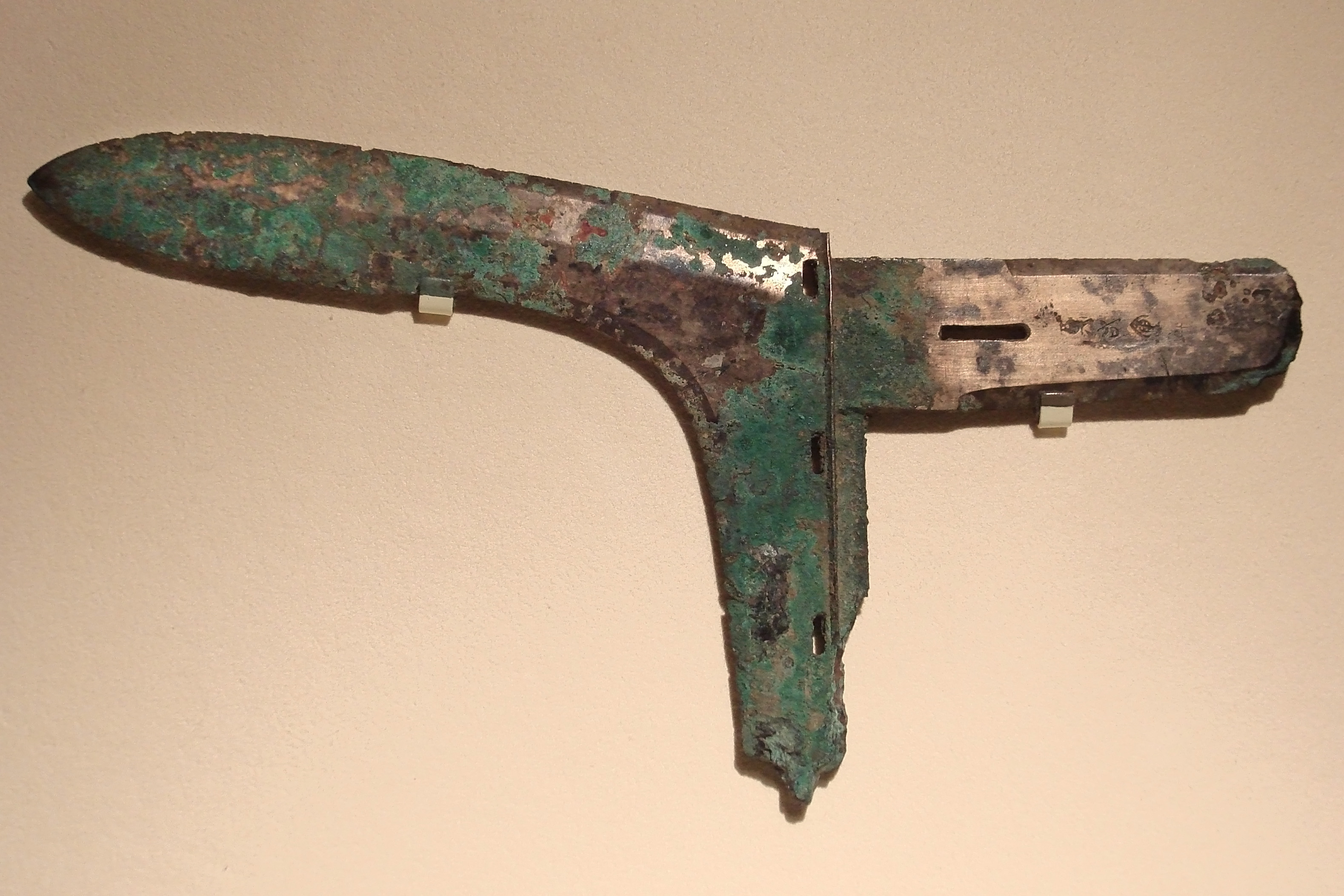
Alabarda cinese in bronzo

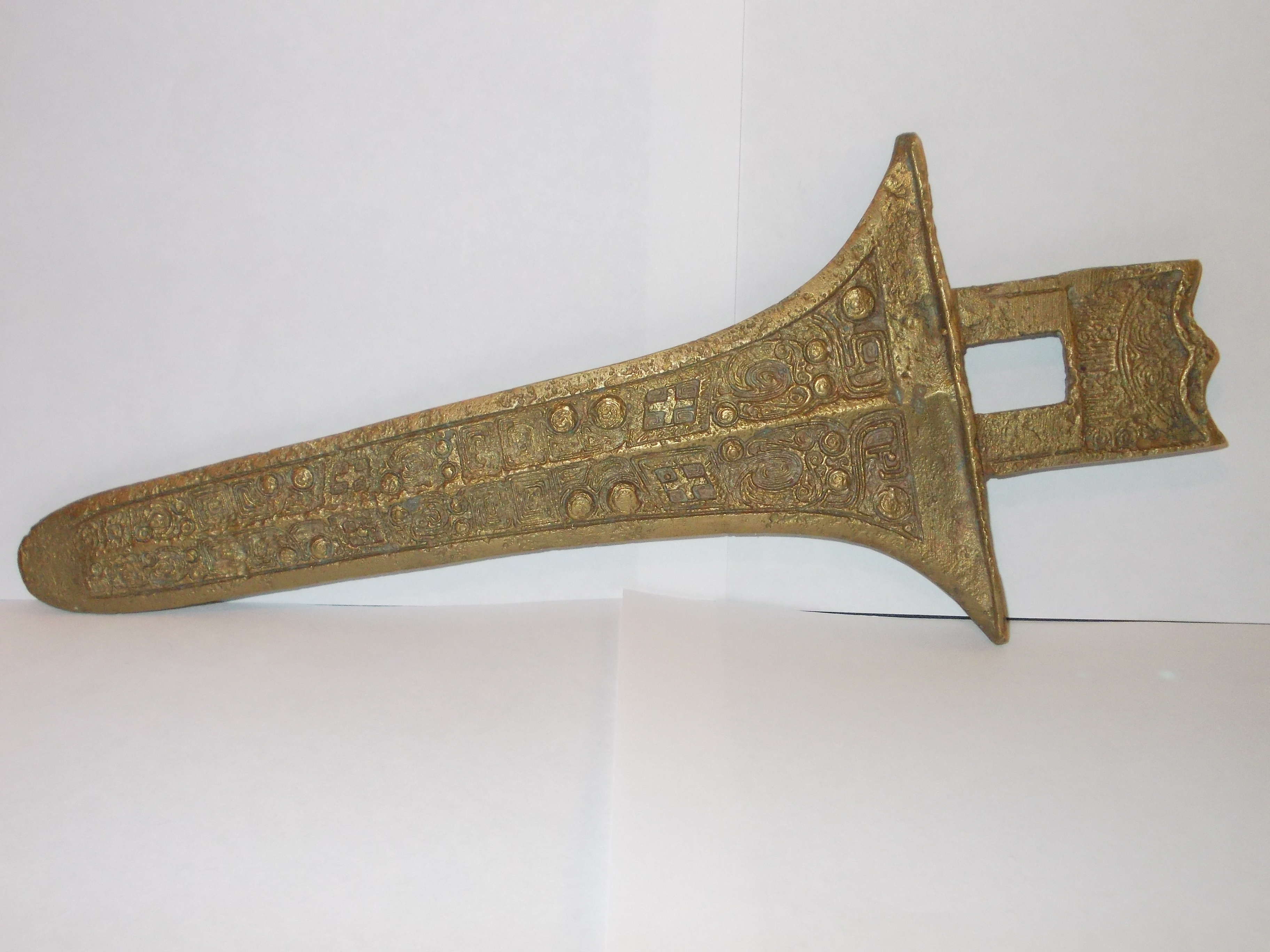
Antica alabarda cinese in bronzo

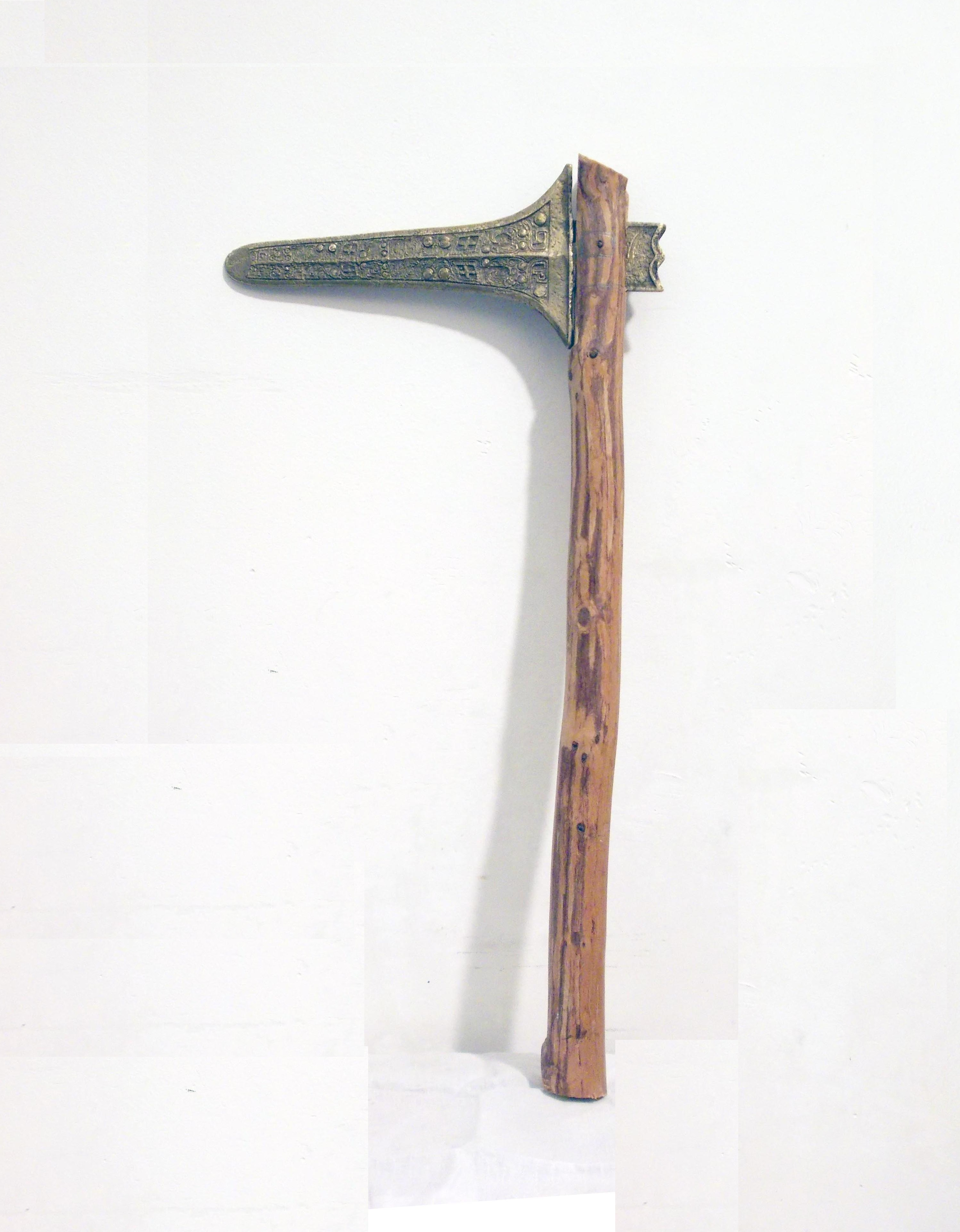
Alabarda cinese immanicata

### Diffusione

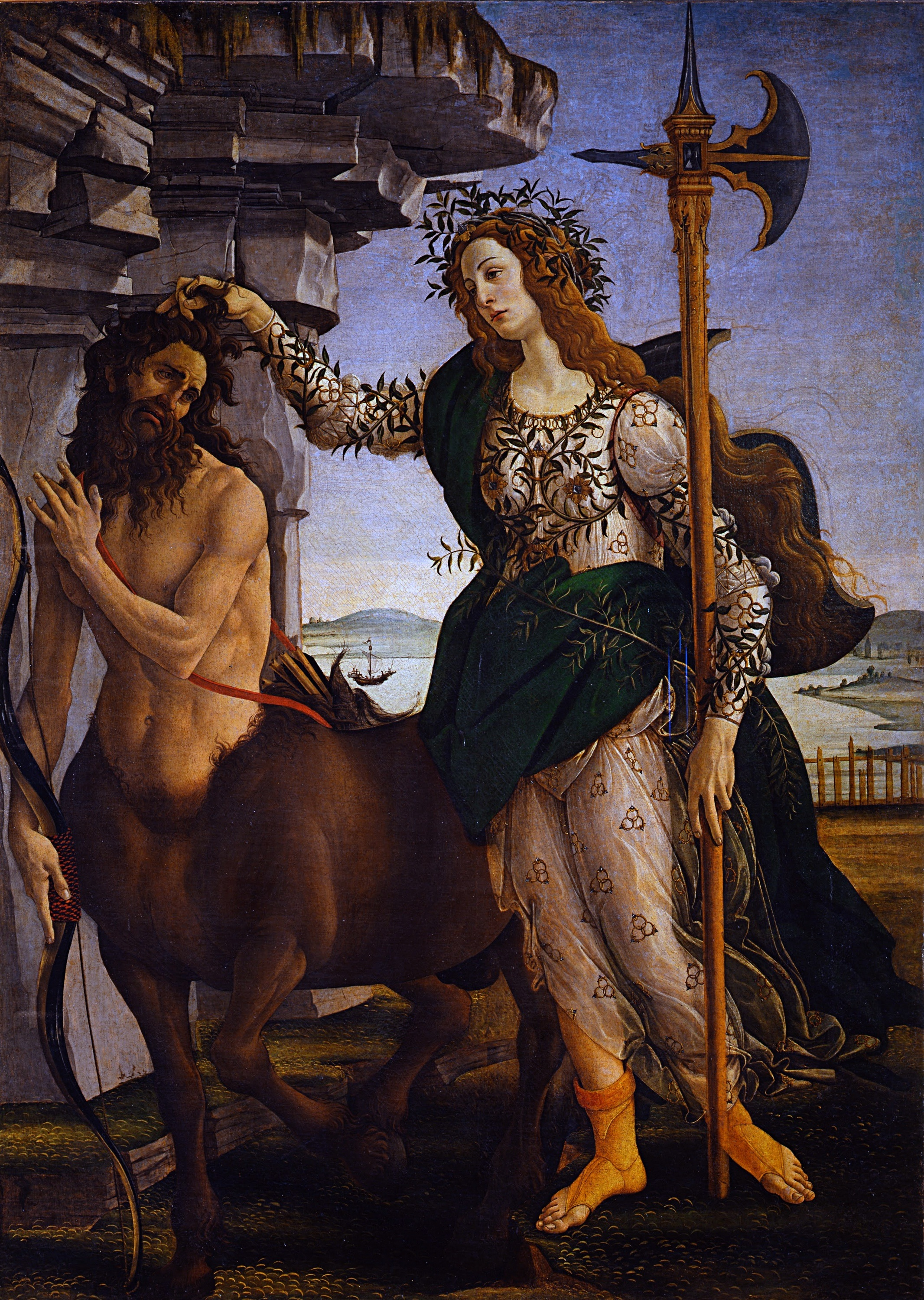
Pallade che doma il centauro - Sandro Botticelli (1482-1484)

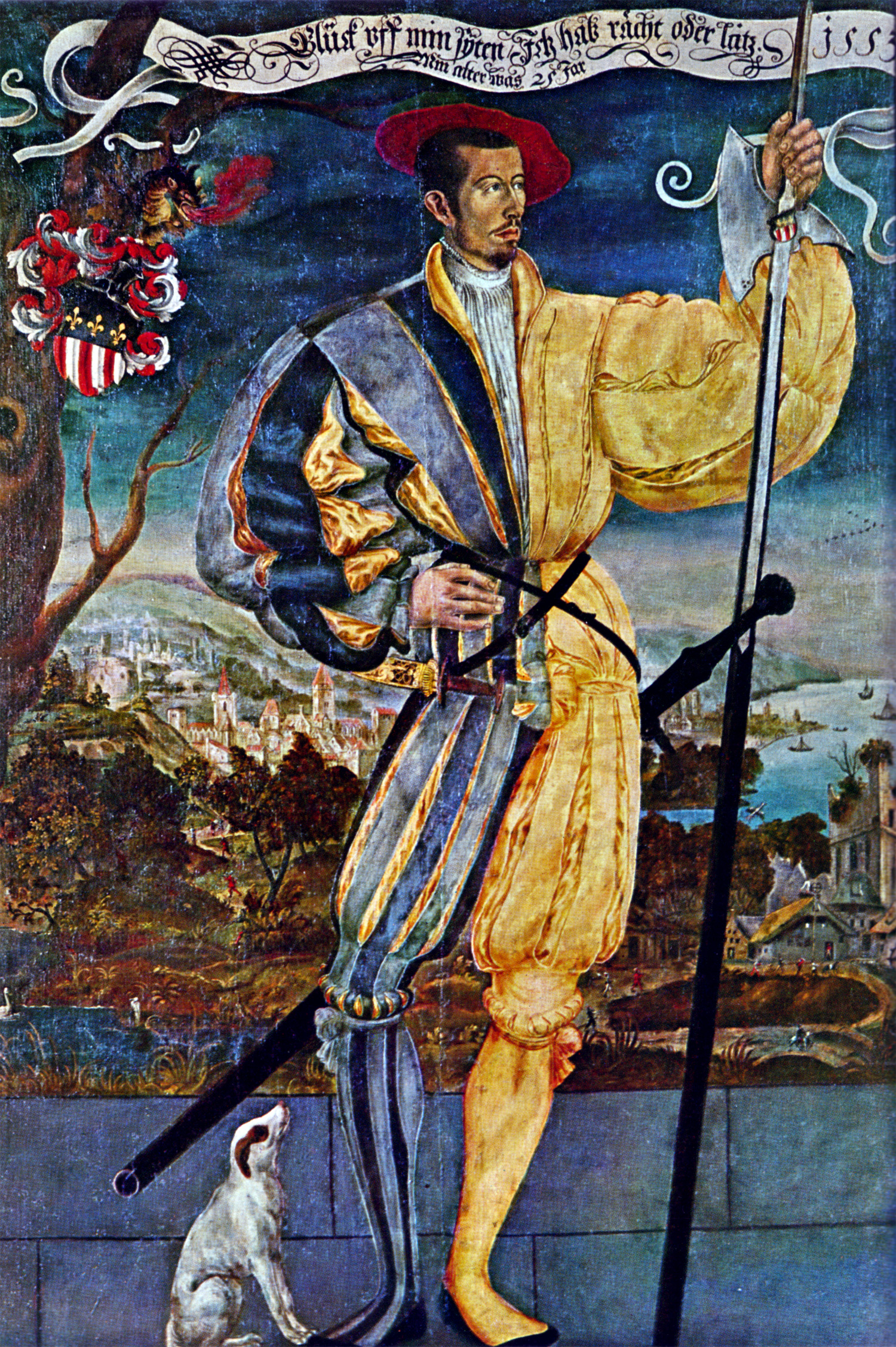
Il lanzo Niklaus Manuel armato di alabarda - Hans Rudolf Manuel (1553)

L'alabarda, nella sua forma più primitiva, molto simile alla voulge (in pratica una mannaia inastata con una tozza punta alla sommità ed un uncino sul posteriore), fu arma distintiva dei mercenari svizzeri. Legò quindi il suo nome a quelle forze di fanteria che tra XIV e XV secolo, fidando sulla riscoperta delle armi inastate, stroncarono il primato della cavalleria pesante sui campi di battaglia del Tardo Medioevo (v. Battaglia di Grandson e Battaglia di Morat del 1476; Battaglia di Nancy del 1477).
Dagli svizzeri, l'uso dell'alabarda passò ai lanzichenecchi tedeschi, la forza di fanteria voluta dall'imperatore Massimiliano I per cercare di arginare il crescente successo bellico degli elvetici. Lungo tutto il corso del XVI secolo, sia tra gli svizzeri che tra i lanzi, l'alabarda perse sistematicamente utilità sul campo di battaglia, finendo con il divenire, nel XVII secolo arma distintiva di alcuni sotto-ufficiali. I tercios del Regno di Spagna, la forza di fanteria dominante in Europa sino alla Battaglia di Rocroi (1648), fecero un uso molto ristretto dell'alabarda, ricorrendo preferenzialmente al modello Pike and Shot basato sull'uso della picca in appoggio all'archibugio.
Quale arma di difesa personale, l'alabarda restò invece in forza alle truppe preposte alla protezione del sovrano sino al XVIII secolo, iniziando però a sviluppare verso forme ibride con la partigiana (altra arma inastata molto in voga tra le "scorte" delle varie famiglie reali europee).
(Grassi, Giuseppe (1833), Dizionario militare italiano, 2. ed. ampliata dall'a., Torino, Società Tipografica Libraria, v. I-II, p. 40.)
L'alabarda è ancor oggi in uso a quelle forze di sicurezza statali che integrano all'uniforme vera e propria un'uniforme da parata con elementi storici: la Guardia Svizzera Pontificia e la Guardia Real di Spagna.

## Costruzione
Nella sua forma arcaica, l'alabarda ricordava molto la voulge dei mercenari svizzeri. Era composta da una lama metallica rassomigliante a quella di una mannaia, obliqua rispetto all'asta, con un uncino sul posteriore ed una cuspide alla sommità.
Nel corso del Cinquecento, l'alabarda si raffinò. Dalla massa indistinta del metallo iniziarono ad emergere in modo chiaro la lama di scure frontale, l'uncino o la cuspide posteriore, la cuspide o la lama di lancia superiore. Arma pesante, l'alabarda venne alleggerita ricorrendo a dei fori sulla lama di scure frontale e sulla lama/uncino posteriore, ove presente. La cuspide superiore venne invece sempre più spesso sostituita da una lama di lancia di dimensioni ragguardevoli, spesso una vera e propria lama di partigiana, per garantire all'arma una maggior versatilità nel corpo-a-corpo.
Le esigenze belliche spinsero però anche in favore di accorgimenti che certo non migliorarono la maneggevolezza dell'arma:
- Per aumentare la capacità di penetrazione/trauma della scure, il posteriore venne sovraccaricato con una testa di martello, ottenendo un'arma ibrida con il Mazzapicchio: la Bardola;
- In altri casi, onde permettere una maggiore penetrazione alla cuspide posteriore, si preferì sostituirla con un tridente.

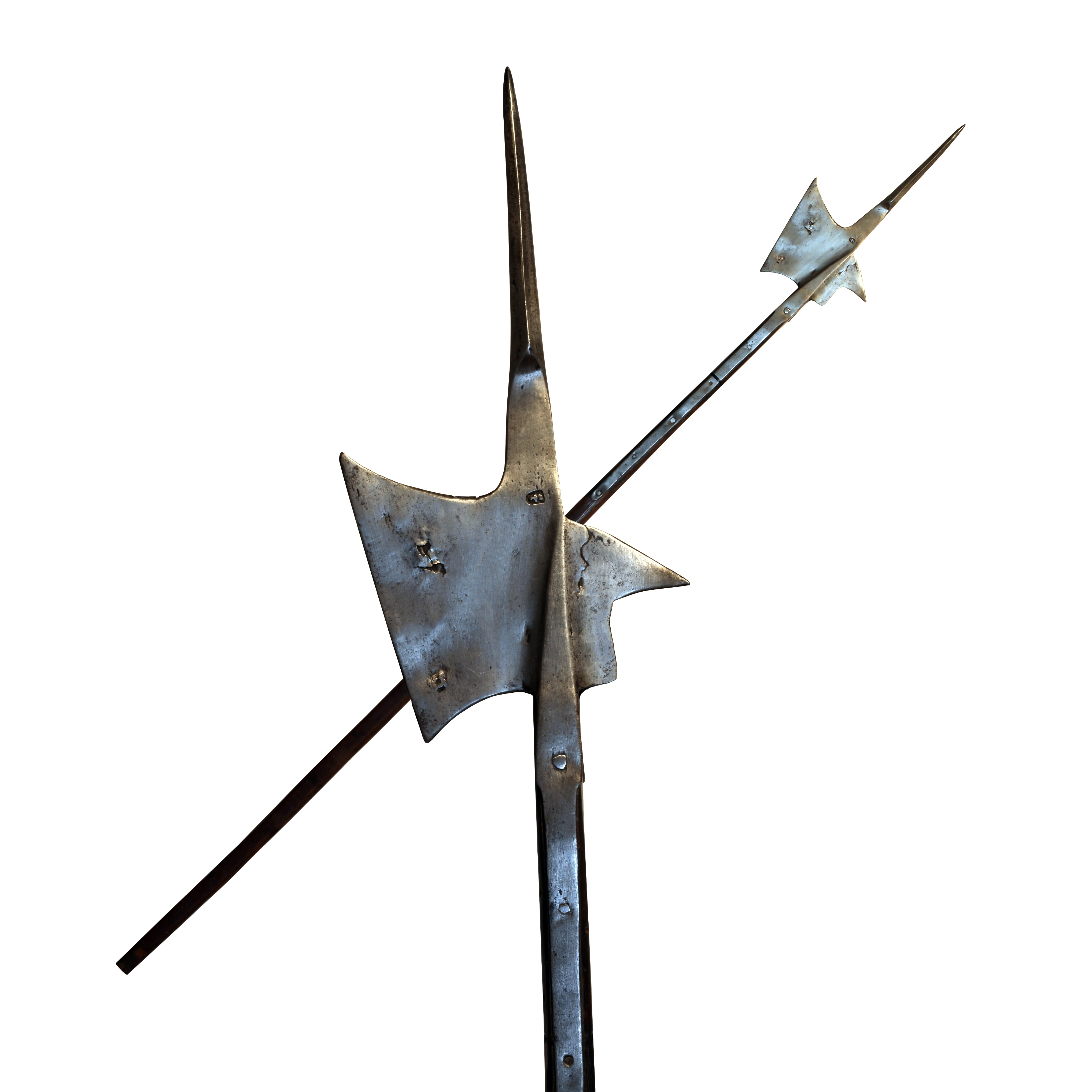
Alabarda svizzera del XVI secolo, ancora molto simile alla voulge
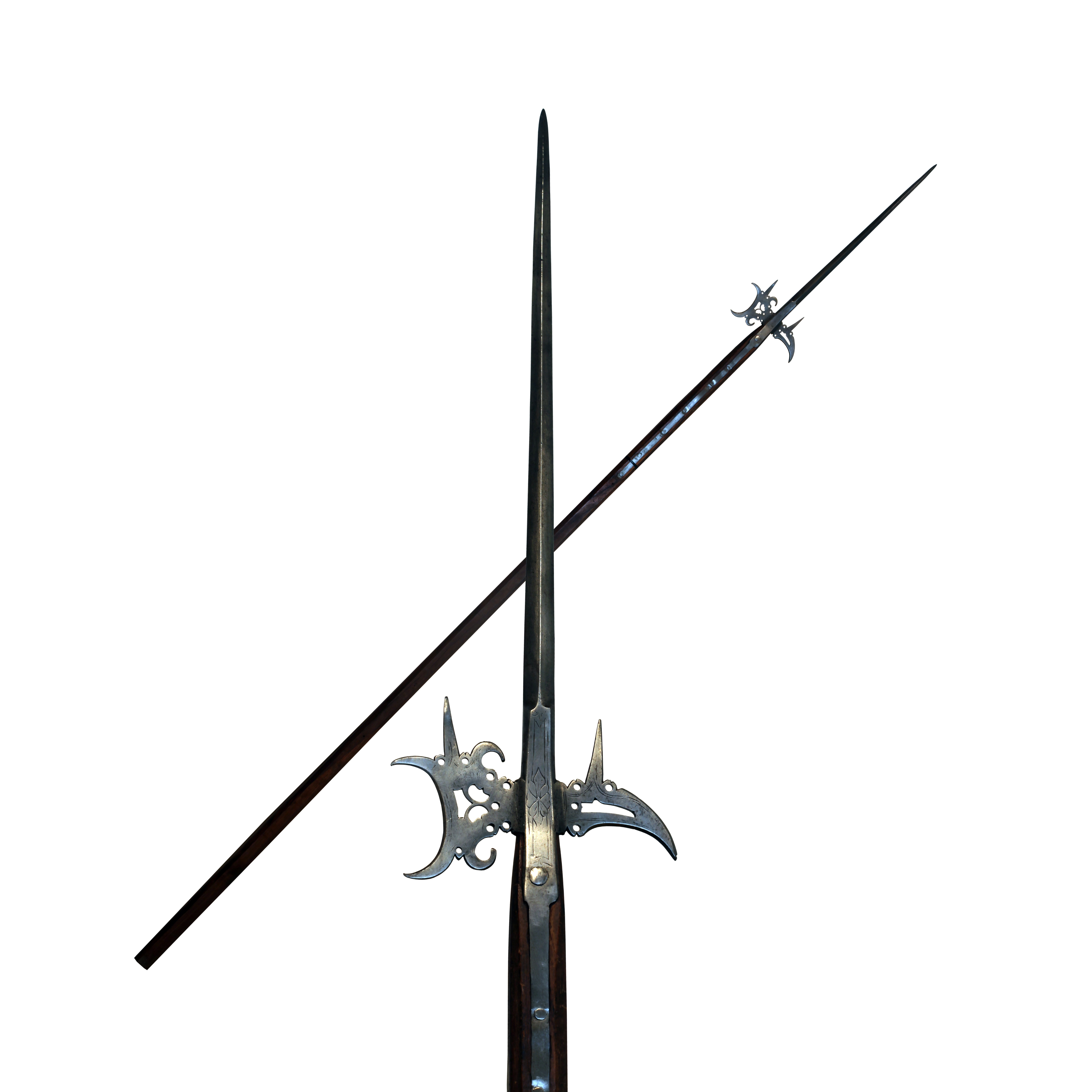
Alabarda del XVII secolo
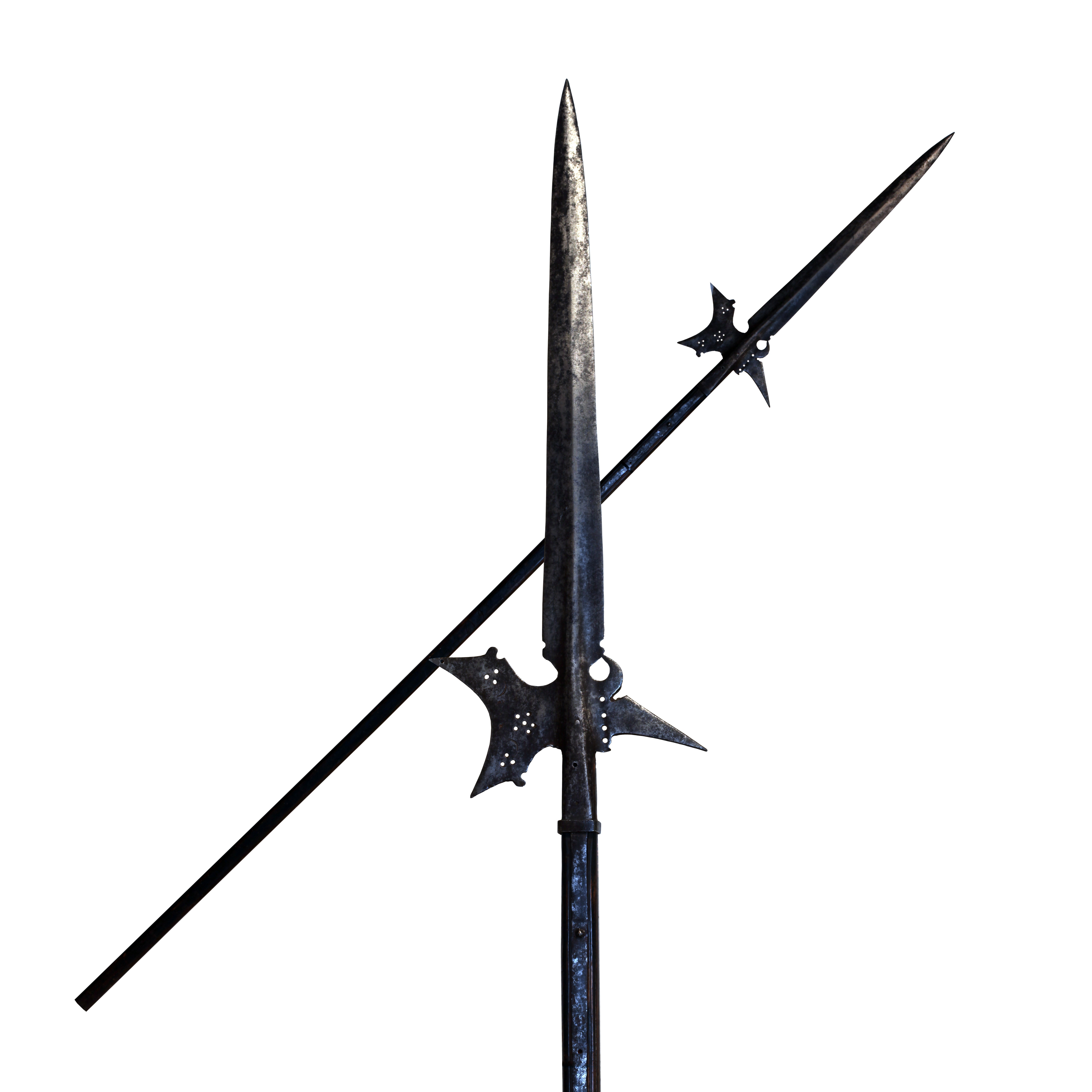
Alabarda-Partigiana del XVII secolo

Come arma cerimoniale, l'alabarda venne sovraccaricata con qualsiasi tipo di decorazione: al posto della cuspide/lama superiore si inserirono torce, bandiere, statue raffiguranti animali, persone, vessilli ecc. Sotto alla testa metallica, l'alabarda era quasi sempre ornata da passamaneria di pregiato tessuto.

## Utilizzo
Sviluppata dai guerrieri elvetici, l'alabarda doveva inizialmente sortire a due requisiti:
1. Permettere di impegnare efficacemente il cavaliere corazzato trascinandolo giù di sella, con un colpo di lama o agganciandolo tramite l'uncino, e liquidandolo, tramite un affondo della cuspide o, nuovamente, con un colpo della lama portato alle parti deboli dell'armatura a piastre;
2. Difendere la linea dei picchieri dalle lame delle picche nemiche, deviandole o tranciandone le aste lignee.

Nel corso del XV secolo, quando ormai tutti gli eserciti dei regni europei si erano muniti di numerosi quadrati di fanteria pesante (quasi sempre svizzeri o lanzichenecchi), l'alabarda si reinquadrò sempre più come un "tranciapicche". Si assistette nel contempo ad un allungamento della cuspide superiore o ad una sua sostituzione con lama di lancia vera e propria, onde permettere di trafiggere gli avversari nella mischia. La medesima evoluzione occorse, in buona sostanza, anche all'altra arma in uso agli svizzeri ed ai tedeschi che, seppur radicalmente diversa nella linea, occupava la stessa nicchia tattica dell'alabarda: la spada a due mani, trasformata nel corso del Rinascimento nello Zweihänder.

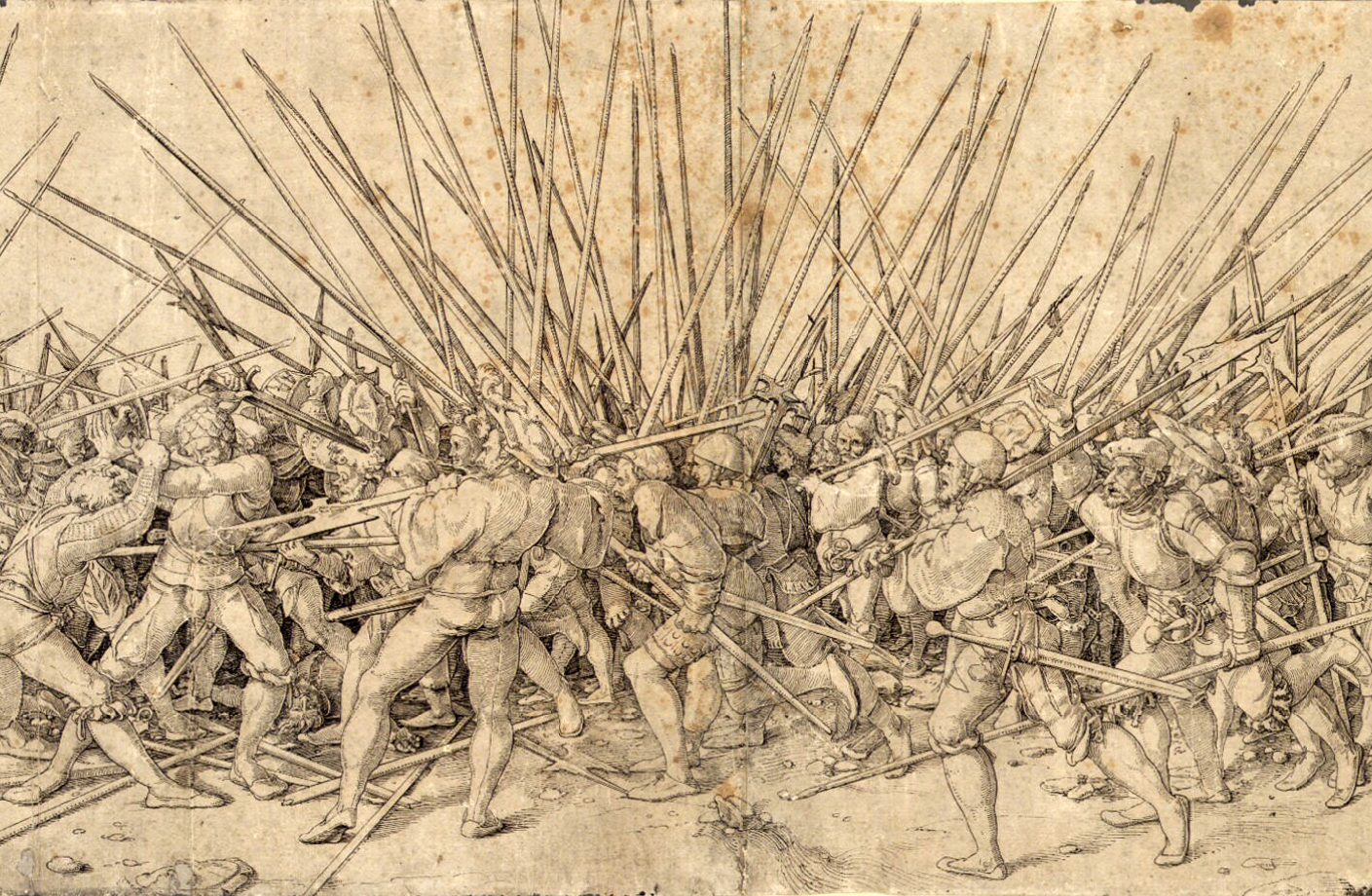
La mischia dei fanti cinquecenteschi: in primo piano, a sinistra, un lanzo rovescia la presa sulla sua alabarda per avventarla contro i picchieri impegnati come una lancia. - Hans Holbein il Giovane.

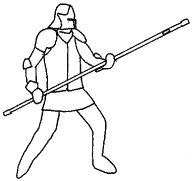
Posizione di guardia, vista laterale.
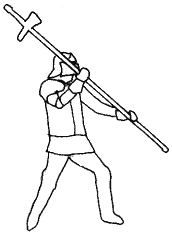
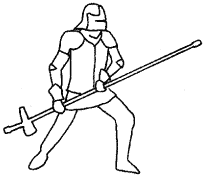
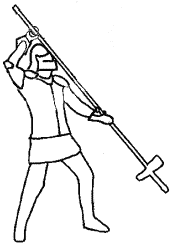
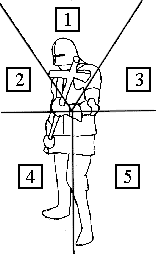
Posizione di guardia, vista frontale.

Abbandonati i campi di battaglia, l'alabarda, rimasta in uso alle forze di sicurezza di regnanti e pontefici, alleggerì e ridusse sempre più di dimensioni la sua lama di scure privilegiando una lama di lancia superiore. La scherma tradizionale della lancia, raffinata lungo tutto il corso del Tardo Medioevo e del Rinascimento era perfettamente praticabile con questa tipologia di arma. Oltre all'affondo ed al colpo di ritorno con la parte interiore dell'asta, l'alabarda, con i suoi uncini, anelli e ganci, poteva agganciare l'arma, la corazza o le vesti dell'avversario impacciandone i movimenti nell'attesa del colpo risolutivo.

## Nella cultura di massa
Come lo spadone a due mani, anche l'alabarda è una di quelle armi la cui foggia particolarmente brutale ha garantito un posto nell'immaginario collettivo, oltre che in quello degli artisti.
Nei cartoni animati degli anni ottanta l'alabarda spaziale di Goldrake, frutto della fantasia di Gō Nagai, è formata da due semi-aste con due lame alle estremità (note anche come boomerang elettronici), che si uniscono a formare un'arma lunga 30 metri circa e pesante 15 tonnellate.
Nel videogioco arcade The House of the Dead il primo boss (il Carro) è armato di alabarda.
In tutti i videogiochi della serie di strategia Stronghold sono reclutabili unità munite di alabarda, erroneamente chiamate "picchieri".
È definita erroneamente alabarda il simbolo della città di Trieste, mentre in realtà si tratta di uno spiedo alla furlana.